# Метод сопряжённых градиентов
Метод сопряжённых градиентов (Метод Флетчера — Ривса) — метод нахождения локального экстремума функции на основе информации о её значениях и её градиенте. В случае квадратичной функции в {\displaystyle \mathbb {R} ^{n}} минимум находится не более чем за {\displaystyle n} шагов.

## Основные понятия
Определим терминологию:
Пусть {\displaystyle {\vec {S_{1}}},\ldots ,{\vec {S_{n}}}\in \mathbb {X} \subset \mathbb {R} ^{n}}.
Введём на {\displaystyle \mathbb {X} } целевую функцию {\displaystyle f({\vec {x}})\in \mathrm {C^{2}} (\mathbb {X} )}.
Векторы {\displaystyle {\vec {S_{1}}},\ldots ,{\vec {S_{n}}}} называются сопряжёнными, если:
- {\displaystyle {\vec {S_{i}}}^{T}H{\vec {S_{j}}}=0,\quad i\neq j,\quad i,j=1,\ldots ,n}
- {\displaystyle {\vec {S_{i}}}^{T}H{\vec {S_{i}}}\geqslant 0,\quad i=1,\ldots ,n}

где {\displaystyle H} — матрица Гессе {\displaystyle f({\vec {x}})}.
|  | Теорема (о существовании). Существует хотя бы одна система {\displaystyle n} сопряжённых направлений для матрицы {\displaystyle H}, т.к. сама матрица {\displaystyle H} (её собственные вектора) представляет собой такую систему. |

## Обоснование метода

### Нулевая итерация

Иллюстрация последовательных приближений метода наискорейшего спуска (зелёная ломаная) и метода сопряжённых градиентов (красная ломаная) к точке экстремума.

Пусть {\displaystyle {\vec {S_{0}}}=-\nabla f({\vec {x_{0}}})\qquad (1)}
Тогда {\displaystyle {\vec {x_{1}}}={\vec {x_{0}}}+\lambda _{1}{\vec {S_{0}}}\qquad }.
Определим направление
{\displaystyle {\vec {S_{1}}}=-\nabla f({\vec {x_{1}}})+\omega _{1}{\vec {S_{0}}}\ \qquad (2)}
так, чтобы оно было сопряжено с {\displaystyle {\vec {S_{0}}}}:
{\displaystyle {\vec {S_{0}}}^{T}H{\vec {S_{1}}}=0\qquad (3)}
Разложим {\displaystyle \nabla f({\vec {x}})} в окрестности {\displaystyle {\vec {x_{0}}}} и подставим {\displaystyle {\vec {x}}={\vec {x_{1}}}}:
{\displaystyle \nabla f({\vec {x_{1}}})-\nabla f({\vec {x_{0}}})=H\,({\vec {x_{1}}}-{\vec {x_{0}}})=\lambda _{1}H{\vec {S_{0}}}}
Транспонируем полученное выражение и домножаем на {\displaystyle H^{-1}} справа:
{\displaystyle (\nabla f({\vec {x_{1}}})-\nabla f({\vec {x_{0}}}))^{T}H^{-1}=\lambda _{1}{\vec {S_{0}}}^{T}H^{T}H^{-1}}
В силу непрерывности вторых частных производных {\displaystyle H^{T}=H}. Тогда:
{\displaystyle {\vec {S_{0}}}^{T}={\frac {(\nabla f({\vec {x_{1}}})-\nabla f({\vec {x_{0}}}))^{T}H^{-1}}{\lambda _{1}}}}
Подставим полученное выражение в (3):
{\displaystyle {\frac {(\nabla f({\vec {x_{1}}})-\nabla f({\vec {x_{0}}}))^{T}H^{-1}H{\vec {S_{1}}}}{\lambda _{1}}}=0}
Тогда, воспользовавшись (1) и (2):
{\displaystyle (\nabla f({\vec {x_{1}}})-\nabla f({\vec {x_{0}}}))^{T}(-\nabla f({\vec {x_{1}}})-\omega _{1}\nabla f({\vec {x_{0}}})))=0\qquad (4)}
Если {\displaystyle \lambda =\arg \min _{\lambda }f({\vec {x_{0}}}+\lambda {\vec {S_{0}}})}, то градиент в точке {\displaystyle {\vec {x_{1}}}={\vec {x_{0}}}+\lambda {\vec {S_{0}}}} перпендикулярен градиенту в точке {\displaystyle {\vec {x_{0}}}}, тогда по правилам скалярного произведения векторов:
{\displaystyle (\nabla f({\vec {x_{0}}}),\nabla f({\vec {x_{1}}}))=0}
Приняв во внимание последнее, получим из выражения (4) окончательную формулу для вычисления {\displaystyle \omega }:
{\displaystyle \omega _{1}={\frac {||\nabla f({\vec {x_{1}}})||^{2}}{||\nabla f({\vec {x_{0}}})||^{2}}}}

### К-я итерация
На k-й итерации имеем набор {\displaystyle {\vec {S_{0}}},\ldots ,{\vec {S_{k-1}}}}.
Тогда следующее направление вычисляется по формуле:
{\displaystyle {\vec {S_{k}}}=-\nabla f({\vec {x_{k}}})-\|\nabla f({\vec {x_{k}}})\|^{2}{\cdot }\left({\frac {\nabla f({\vec {x}}_{k-1})}{\|\nabla f({\vec {x}}_{k-1})\|^{2}}}+\ldots +{\frac {\nabla f({\vec {x_{0}}})}{\|\nabla f({\vec {x}}_{0})\|^{2}}}\right)}
Это выражение может быть переписано в более удобном итеративном виде:
{\displaystyle {\vec {S_{k}}}=-\nabla f({\vec {x_{k}}})+\omega _{k}{\vec {S}}_{k-1},\qquad \omega _{i}={\frac {\|\nabla f({\vec {x_{i}}})\|^{2}}{\|\nabla f({\vec {x}}_{i-1})\|^{2}}},}
где {\displaystyle \omega _{k}} непосредственно рассчитывается на k-й итерации.

## Алгоритм
- Пусть {\displaystyle {\vec {x}}_{0}} — начальная точка, {\displaystyle {\vec {r}}_{0}} — направление антиградиента и мы пытаемся найти минимум функции {\displaystyle f({\vec {x}})}. Положим {\displaystyle {\vec {S}}_{0}={\vec {r}}_{0}} и найдём минимум вдоль направления {\displaystyle {\vec {S}}_{0}}. Обозначим точку минимума {\displaystyle {\vec {x}}_{1}}.
- Пусть на некотором шаге мы находимся в точке {\displaystyle {\vec {x}}_{k}}, и {\displaystyle {\vec {r}}_{k}} — направление антиградиента. Положим {\displaystyle {\vec {S}}_{k}={\vec {r}}_{k}+\omega _{k}{\vec {S}}_{k-1}}, где {\displaystyle \omega _{k}} выбирают либо {\displaystyle {\frac {({\vec {r}}_{k},{\vec {r}}_{k})}{({\vec {r}}_{k-1},{\vec {r}}_{k-1})}}} (стандартный алгоритм — Флетчера-Ривса, для квадратичных функций с {\displaystyle H>0}), либо {\displaystyle \max(0,{\frac {({\vec {r}}_{k},{\vec {r}}_{k}-{\vec {r}}_{k-1})}{({\vec {r}}_{k-1},{\vec {r}}_{k-1})}})} (алгоритм Полака–Рибьера). После чего найдём минимум в направлении {\displaystyle {\vec {S_{k}}}} и обозначим точку минимума {\displaystyle {\vec {x}}_{k+1}}. Если в вычисленном направлении функция не уменьшается, то нужно забыть предыдущее направление, положив {\displaystyle \omega _{k}=0} и повторив шаг.

### Формализация
1. Задаются начальным приближением и погрешностью: {\displaystyle {\vec {x}}_{0},\quad \varepsilon ,\quad k=0}
2. Рассчитывают начальное направление: {\displaystyle j=0,\quad {\vec {S}}_{k}^{j}=-\nabla f({\vec {x}}_{k}),\quad {\vec {x}}_{k}^{j}={\vec {x}}_{k}}
3. {\displaystyle {\vec {x}}_{k}^{j+1}={\vec {x}}_{k}^{j}+\lambda {\vec {S}}_{k}^{j},\quad \lambda =\arg \min _{\lambda }f({\vec {x}}_{k}^{j}+\lambda {\vec {S}}_{k}^{j}),\quad {\vec {S}}_{k}^{j+1}=-\nabla f({\vec {x}}_{k}^{j+1})+\omega {\vec {S}}_{k}^{j},\quad \omega ={\frac {||\nabla f({\vec {x}}_{k}^{j+1})||^{2}}{||\nabla f({\vec {x}}_{k}^{j})||^{2}}}}
  - Если {\displaystyle ||{\vec {S}}_{k}^{j+1}||<\varepsilon } или {\displaystyle ||{\vec {x}}_{k}^{j+1}-{\vec {x}}_{k}^{j}||<\varepsilon }, то {\displaystyle {\vec {x}}={\vec {x}}_{k}^{j+1}} и остановка.
  - Иначе
    - если {\displaystyle (j+1)<n}, то {\displaystyle j=j+1} и переход к 3;
    - иначе {\displaystyle {\vec {x}}_{k+1}={\vec {x}}_{k}^{j+1},\quad k=k+1} и переход к 2.

## Случай квадратичной функции
|  | Теорема. Если сопряжённые направления используются для поиска минимума квадратичной функции, то эта функция может быть минимизирована за {\displaystyle n} шагов, по одному в каждом направлении, причём порядок несущественен. |